# Blair Mastbaum
Blair Mastbaum (nascido em 1978) é um escritor norte-americano.
Publicou o seu primeiro romance, Clay's Way, em 2004, que foi premiado com o Lambda Literary Award. O seu segundo romance,  Us Ones In Between, foi publicado pela Running Press em 2008. Foi actor e produtor do filme oficial do Festival de Cinema ed Sundance de 2005, Ellie Parker, realizado por Scott Coffey.